# Il deserto rosso
Il deserto rosso és una pel·lícula franco-italiana de Michelangelo Antonioni, estrenada l'any 1964.

## Argument
En una ciutat portuària molt industrialitzada del nord d'Itàlia, Giuliana, una dona neuròtica casada amb un enginyer que no l'atén, Ugo, amb qui té un fill, Valerio, coneix un amic del seu espòs, Corrado. Ella l'acompanya en les gestions per reclutar obrers que el seguiran a la Patagònia. Ell s'adona ràpidament que tenen en comú una certa incapacitat per adaptar-se al món que els envolta. Mentre que Giuliana és depressiva, Corrado viu en una perpètua fugida endavant. Corrado sembla l'únic capaç de comprendre els problemes de Giuliana. A poc a poc, els dos solitaris es confien l'un a l'altre. Giuliana confessa a Corrado el que sempre ha amagat al seu marit per vergonya: el que li va passar i que figura va ser un accident de cotxe als ulls del seu entorn de fet va ser una temptativa de suïcidi.

## Repartiment
- Monica Vitti: Giuliana
- Richard Harris: Corrado Zeller
- Rita Renoir: Emilia
- Carlo Chionetti: Ugo
- Xenia Valderi: Linda
- Aldo Grotti: Max
- Valerio Bartoleschi: El fill de Giuliana
- Lili Rheims: l'esposa de l'operador del telescopi
- Emanuela Paola Carboni
- Bruno Borghi
- Beppe Conti
- Julio Cotignoli
- Giovanni Lolli
- Hiram Mino Madonia
- Giuliano Missirini
- Arturo Parmiani
- Carla Ravasi
- Ivo Scherpiani
- Bruno Scipioni

## Anàlisi de la pel·lícula

### La modernitat en la narració
Encara que el contingut narratiu sigui poc important no significa que no passi res a la pel·lícula.
És un cinema narratiu i representatiu, en el qual tenen lloc uns esdeveniments, però també en el qual els esdeveniments no són el cor del relat. En efecte, no és tant l'acció el que compta, sinó la situació, la tensió interior, l'atmosfera. El director i guionista Fabio Carpi observa així com Antonioni « va més enllà dels fets, transcriu les idees directament en atmosferes ».
Es tracta d'una innovació narrativa d'Antonioni.

#### Una ruptura amb les normes cinematogràfiques de la narració
La modernitat de la narració descansa sobre una ruptura amb les normes cinematogràfiques que regeixen tradicionalment l'evolució dramàtica del relat.

##### Ruptura amb l'evolució dramàtica del relat
El Desert vermell il·lustra el que Antonioni diu ell mateix del seu informe a la narració :
El relat segueix una estructura en bucle. En efecte, el final de la pel·lícula s'assembla al començament, cosa que dona la impressió que no hi ha hagut evolució entre la situació inicial i la situació final. Al començament i al final de la pel·lícula, Giuliana i el seu fill es passegen prop de la refineria de petroli, les xemeneies de la qual escupen un fum groc. Giuliana sembla en la mateixa situació, és-a-dir en la mateixa posició i al mateix indret, sense que sapiguem on n'és de la seva malaltia. Per la seva ambigüitat, l'escena final opera una suspensió de la intriga. Així, no aporta cap resolució al misteri de la malaltia de Giuliana i no dona pas verdaderament d'informació sobre un eventual guariment. La pel·lícula s'acaba en suspens.
El relat es compon del que Alberto Boatto, autor de les Estructures narratives en Antonioni, anomena « accions desarticulades en el temps ». Els episodis que posen ritme a la intriga es succeeixen sense coherència ni acabament obligat, sense connexió causal rigorosa. Són vistes fragmentàries. Per exemple, en una seqüència, Giuliana interroga bruscament Corrado sobre el seu posicionament polític; és l'únic moment de la pel·lícula on aquest tema és present. Les transicions entre les escenes es fan de vegades per associacions d'idees. Per exemple, es passa d'una escena en la cambra de Valerio, on Ugo juga amb el seu fill explicant-li que és un giroscopi i per què és útil als vaixells, a una escena on Giuliana és amb Corrado, precisament en un vaixell.

##### Un relat caracteritzat per l'el·lipse
El relat té una dimensió amb llacunes. No mostrar l'acció no significa pas que no hi n'ha. Els personatges actuen fora de camp perquè aquest no és interessant. Céline Scemama-Heard explica:
El misteri és aquí el de la malaltia de Giuliana. El seu patiment no és mai explicat, només és mostrat. La majoria dels esdeveniments fan digressió pel que fa a l'eventualitat de resoldre aquest misteri.
La importància de l'el·lipse en el relat porta a abordar la qüestió de la temporalitat.

#### Una ruptura amb la representació tradicional de la temporalitat al cinema

##### La interferència de les fronteres temporals
El cinema d'intriga o d'acció es funda en l'encadenament lògic i en el crescendo de les emocions i dels fets, en un avenç dramàtic. Aquest cinema és lligat a una temporalitat caracteritzada per la linealitat i pel moviment. Aquesta temporalitat no convida als viatges interiors que proposa Antonioni. Per això no construeix el relat del Desert vermell de manera tradicional.
Per qualificar la temporalitat molt particular del cinema d'Antonioni, Alberto Boatto parla d'una « temporalitat dilatada, sense impulsió artificial i sense avenç lineal ». En efecte, no hi té ni flash-back ni anticipació, fins i tot quan el relat hauria pogut justificar-ho. Per exemple, hi hauria pogut tenir-hi un flash-back en el relat per figurar la temptativa de suïcidi que Giuliana ha fet passar per un accident, però en lloc d'aquest efecte d'estil, és un esdeveniment similar que Antonioni fa intervenir en el relat. Giuliana sembla tornar a tenir el seu fals accident acostant el cotxe fins davant la mar. La temptativa de suïcida de Giuliana pertany així al present, no al passat.
El temps de la pel·lícula – que, segons una fórmula de Aldo Tassone, és « una mena d'etern present, dilatat, suspès, no progressiu » – és d'una durada subjectiva. Antonioni busca donar-nos la impressió de viure amb els personatges la seva pròpia percepció del temps, més aviat que proposar-nos una obra vertebrada en funció d'una temporalitat tornada a tallar a posteriori pel muntatge.

##### La importància dels temps morts en el relat
Laurence Schifano explica que Antonioni recompon una durada real per la presència de « temps morts » i per irrupció arbitrària d'elements bruts, documentals, caòtics. Explora el personatge exteriorment, en les llargues seqüències que posen l'accent sobre els temps morts. Aldo Tassone afirma: 
Antonioni diu sobre aquests temps morts que « sense aquests moments de transició, que són els més verdaders per mi, la història no té més interès ». La voluntat dels personatges és en efecte més rellevant que el compliment dels seus desitjos i les escenes s'encadenen per impulsos de tensió més que per necessitats de lògica narrativa. Res no passa en aquests temps morts, però la durada es dilata a l'espera d'un esdeveniment capital que no es produeix perquè la solitud de l'home és inherent a la seva naturalesa.
Fabio Carpi qualifica la mirada d'Antonioni de: 
Es parla de modernitat per definir el cinema d'Antonioni per raó de la seva tria de no pas recórrer a les estructures tradicionals de la narració. Així, no es tracta tant de contar una història com de seguir els personatges als quals s'uneix. Es conserven els « temps morts ». En la vida, aquests tenen en efecte tanta importància com els temps forts. És una altra forma de realisme que el cinema té el costum de representar, realisme que la crítica francesa ha qualificat de « realisme interior ».

### Els personatges
Entre el seu marit, el seu amant i el seu fill, Giuliana és malgrat tot neuròtica i suïcida: en la boira, al port, accelera el cotxe i no s'atura més que a alguns centímetres de l'aigua. Abans, ja havia intentat suïcidar-se, camuflat d'accident d'automòbil.
A més, Giuliana té sempre fred, tremolant en aquest hivern perpetu sense somni ni sol però amb la boira, el gris i la malaltia que ronda. Amagada (en el vaixell), simulant (imitant la polio), càncer de l'ànima (la neurosi) afavorida pel silenci de la paraula.
Contràriament a Giuliana, Ugo és un home tranquil i el seu jove fill Valerio un apassionat de joguines mecàniques com robots, giroscopis i obert a totes les novetats que l'envolten. És tot el retrat del seu pare: són tots dos adaptats a aquest món de les màquines i de les fàbriques. Amb relació a això, el giroscopi és un símbol parlant, perquè més enllà del seu interès científic, il·lustra l'estabilitat de la qual gaudeixen Ugo i el seu fill i que fa falta tan desesperadament a Giuliana.